# Codevilla
Codevilla là một đô thị ở tỉnh Pavia trong vùng Lombardia của Ý, có cự ly khoảng 60 km về phía nam của Milan và khoảng 25 km về phía tây nam của Pavia. Tại thời điểm ngày 31 tháng 12 năm 2004, đô thị này có dân số 955 người và diện tích là 13 km².
Codevilla giáp các đô thị sau: Montebello della Battaglia, Retorbido, Torrazza Coste, Voghera.